# Línea Burdeos-Irún
La línea Burdeos-Irún es una importante línea ferroviaria francesa de 235 kilómetros de largo, que conecta la ciudad suroccidental de Burdeos con el norte de España. La línea se inauguró en varias etapas entre 1841 y 1864.

## Ruta
El ferrocarril Burdeos-Irún parte de Estación de Burdeos-San Juan en dirección suroeste. Los aproximadamente 145 km primeros de su recurrido discurren por el Bosque de las Landas. En Lamothe, la línea de Arcachon se separa y la vía gira al sur. En Dax, la vía sale del bosque de las Landas y la línea a Puyoô y Pau se separan. El ferrocarril sigue río abajo por la margen derecha del río Adour hasta llegar a Saubusse, donde gira hacia el oeste hasta la costa atlántica y luego hacia el sur. Cruza el río Adour en Bayona y se encamina al suroeste. Atraviesa Biarritz y San Juan de Luz. Cruza la frontera de España entre Hendaya y Irún, donde termina el ferrocarril. Francia y España tienen diferentes anchos de vía, lo que requiere el cambio de trenes. El tramo entre Hendaya e Irún tiene pistas con ambos indicadores.

## Historia
El ferrocarril fue construido por la Compagnie des Chemins de fer du Midi y su predecesora la Compagnie du chemin de fer de Bordeaux à La Teste. El primera ramal que se abrió en 1841 conducía desde Burdeos hasta Lamothe, en una sección que se comparte con el ferrocarril a Arcachon. La línea se extendió a Dax en 1854. El tramo entre Dax y Bayona se inauguró en 1855. Finalmente en 1864, la línea se amplió de Bayona hasta la ciudad española de Irún.

## Servicios
La línea Burdeos Irún es utilizada por los siguientes servicios de pasajeros:
- TGV desde París a Irún, en la línea completa y de París a Tarbes en la sección entre Burdeos y Dax.
- Intercités desde Hendaye a Toulouse, en la sección entre Bayonna y Hedaya.
- TER Aquitaine servicios regional, en la sección entre Burdeos y Hendaya.